# Chapelle de Rosslyn
La chapelle de Rosslyn (Rosslyn Chapel en anglais), anciennement nommée Collégiale de St. Matthieu, est une église qui fut construite au XVe siècle dans le village de Roslin, dans le Midlothian en Écosse. À environ 11 km au sud d'Édimbourg, elle est située sur une élévation appelée Colline de la Collégiale.
Elle fut dessinée par William Sinclair (orthographe alternative : « St. Clair »), troisième du nom, et dernier Prince Saint-Clair d'Orkney, héritier d'une famille noble écossaise descendant des chevaliers Normands de Saint-Clair et, selon la légende, liée aux Chevaliers du Temple. Elle est aujourd'hui sur les terres de Peter St Clair-Erskine (7e comte de Rosslyn).

## Historique
L'implantation et les fondations du monument débutèrent en 1440, mais ce n'est que 6 ans plus tard que la construction proprement dite débuta. La chapelle nécessita quarante années de travaux, et fut achevée en 1486, soit 6 ans après le décès de son créateur William Sinclair, qui y fut enterré.
Elle fut détériorée lors de la Réforme protestante de la fin du XVIe siècle. En 1571, les prêtres furent contraints de quitter l'établissement en abandonnant leurs biens, plusieurs statues de la chapelle furent détériorées, et l'autel d'origine détruit.
En 1650, les troupes de Oliver Cromwell ravagèrent la région et détruisirent le château de Rosslyn, mais paradoxalement Cromwell fit épargner la chapelle. La foule s'en chargera en 1688, dans le sillage de la Glorieuse Révolution qui renversa le roi catholique Jacques II d'Angleterre (Jacques VII d'Écosse).
En 1736, la chapelle passa entre les mains du général James Sinclair, qui commença sa restauration. Elle reçut la visite de William Wordsworth en 1803. Elle fut utilisée à nouveau comme chapelle épiscopale, sous l'autorité de l'évêque d'Édimbourg.
Une seconde phase de restauration débute en 1862, confiée à l'architecte écossais David Bryce, où certains éléments sont ajoutés, comme des vitraux, le baptistère, et l'orgue.
Des fouilles débutées en 1989 par le Dr. Crispen Phillips, mettent au jour quelques murs ainsi qu'un escalier perpendiculaire à la chapelle, et enfin le porche d'une porte.

## Architecture
Les fouilles réalisées au XIXe siècle suggèrent que la chapelle faisait partie autrefois d’un ensemble plus grand, dont la construction aurait été interrompue à la mort de William Sinclair. La chapelle est soutenue par 13 piliers, un quatorzième pilier entre ceux de l’avant-dernière paire crée une séparation entre la nef et la chapelle de la Vierge.

## Symbolisme des sculptures
La chapelle est connue pour son nombre important de sculptures, gravures et décorations, tant à l'extérieur, qu'à l'intérieur. Parmi ces éléments, deux de ses piliers sont remarquables : le pilier de l’Apprenti et le pilier du Maître, de chaque côté du pilier de l’Artisan.
Bien que des scènes bibliques soient représentées, il faut remarquer que leur nombre est minoritaire comparé aux autres styles de sculptures, d'inspiration celtique, nordique, et même païenne ou islamique. On dénombre pas moins d'une centaine d’Homme verts, et la végétation est omniprésente. Autre exemple, des protubérances sculptées en carrés, décorés de signes et symboles, sont omniprésentes sur les arches de la chapelle.
De plus, s'il y a quelques représentations de la crucifixion, la majorité relate des passages de l'Ancien Testament plutôt que du Nouveau Testament comme habituellement dans une chapelle chrétienne (pas de chemin de croix par exemple).

## Légendes et thèses controversées

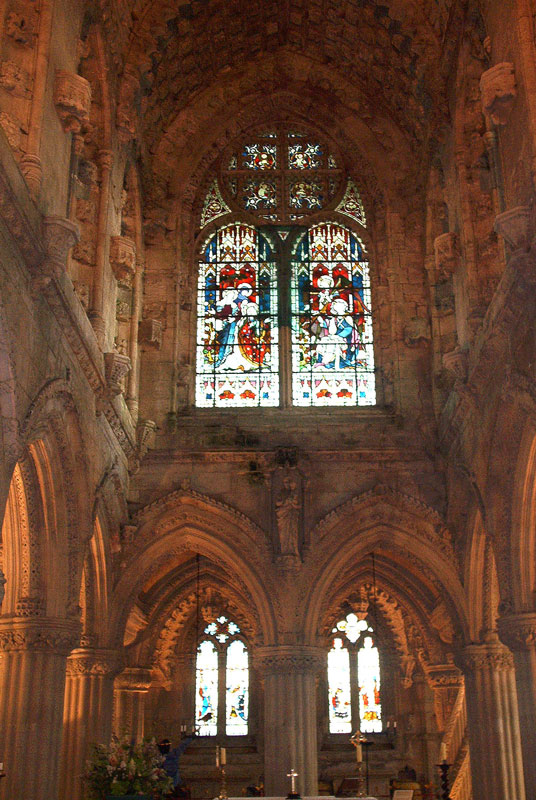
Intérieur de la chapelle.

### Légende du pilier de l'apprenti

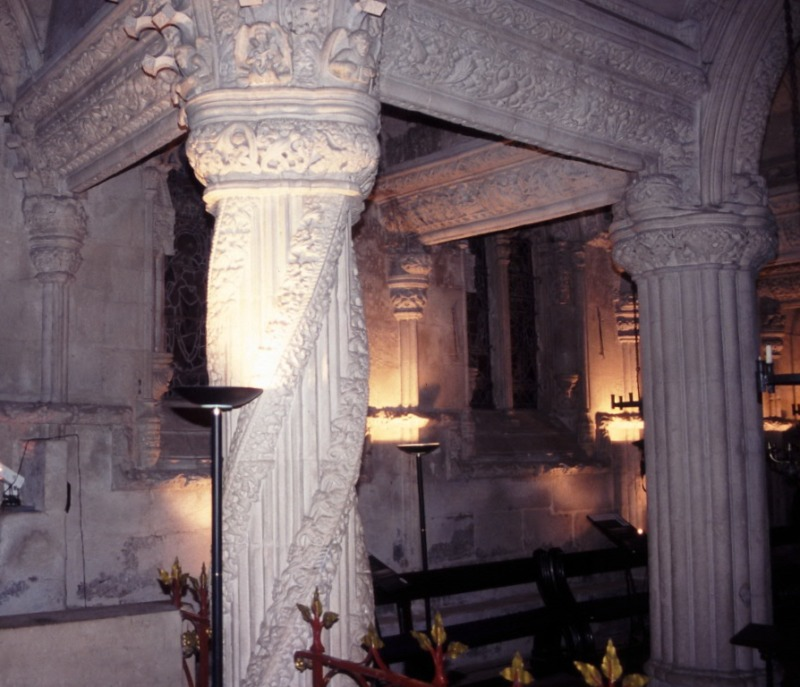
Piliers de l'Apprenti et du Maître, ou de Boaz et de Jachin.

La légende veut que le maître maçon entamât la réalisation de ce qu'on nomme aujourd'hui le pilier de l'apprenti, jusqu'au jour où se sentant incapable de le terminer, il partit en voyage d'études à Rome afin d'améliorer ses compétences. Pendant son absence, son apprenti termina lui-même l'œuvre, ce qui déclencha la colère du maître-maçon qui tua l'apprenti.

### Franc-maçonnerie

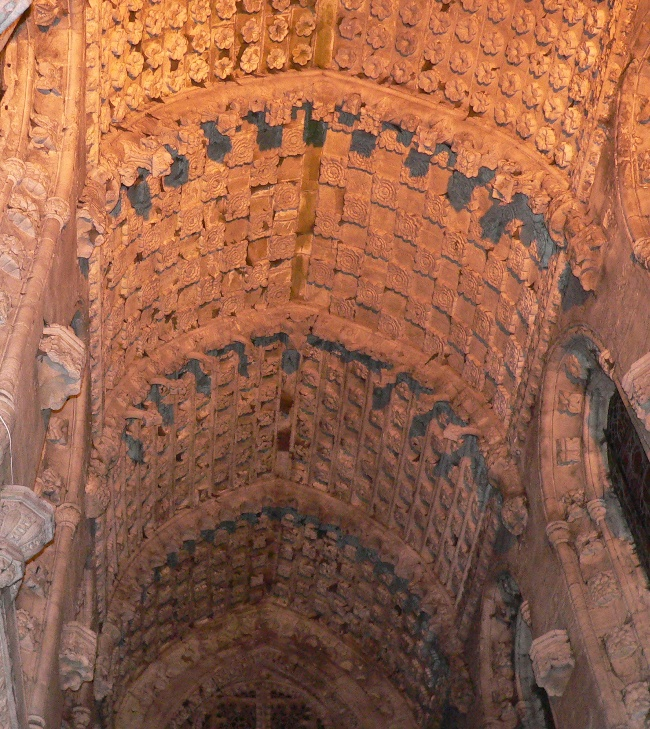
Voûte sculptée.

La principale autorité sur le sujet de l'histoire de la chapelle et de la famille Saint-Clair est le père Richard Augustine Hay, du Canon de Sainte-Geneviève à Paris et prieur de Saint-Piermont. Il a examiné les registres historiques et les chartes des Saint-Clair et a complété trois volumes d'études en 1700, dont des parties furent publiées en 1835 en tant que Généalogie des Sainteclaires de Rosslyn :
« Le Prince William [...] commença par faire faire des esquisses sur des planches à tracer de bois oriental, qu'il donna ensuite à sculpter par des charpentiers qui suivaient les esquisses, sculptures qu'il donna ensuite aux maçons pour servir de modèles, afin qu'ils puissent les faire apparaître tels quels dans la pierre ; et parce qu'il trouvait que les maçons n'avaient pas d'endroit convenable où loger [...] il leur fit construire la ville de Rosline qui est aujourd'hui existante et donna à chacun une maison et des terres. Il récompensa les maçons suivant leur degré ; ainsi au Maître Maçon, il donna jusqu'à 40 livres de salaire annuel, et aux autres, 10 livres… »
Par ailleurs, d'après un opuscule édité par la Grande Loge d’Écosse en l'année 2000, la franc-maçonnerie écossaise  possède sur le sujet une documentation longue et complète. La connexion entre les maçons opératifs et les St-Clair de Roslin aurait commencé aux environs de 1601, quand les maçons d'Écosse ont officiellement reconnu William, comte de Roslin, comme étant leur « patron et protecteur ». Ce fait est connu par la « Première Charte des St-Clairs ». Vers 1628, les maçons écossais ont renouvelé leur reconnaissance envers le fils du comte, également nommé William, et cette « Seconde Charte des St-Clairs » est similaire.
De nombreux symboles maçonniques, ou tout au moins dont certains seront repris trois siècles plus tard par la franc-maçonnerie spéculative, sont présents à l'extérieur du bâtiment, sur les murs, ou encore au plafond : compas, équerres, damiers, colonnes, etc.
William Sinclair, aurait d'ailleurs également été reconnu Patron et protecteur des Maçons Irlandais, par Jacques II d'Écosse.
Dans leur ouvrage the second Massiah, Christopher Knight et Robert Lomas vont même plus loin : les sculptures énigmatiques de la chapelle de Rosslyn comportent à la fois des symboles templiers et maçonniques, bien qu'elle ait été construite un siècle et demi après la disparition officielle de l'Ordre du Temple (cela n'impliquant pas la disparition de tous les Templiers pour autant), et un siècle et demi avant l'apparition officielle de la franc-maçonnerie. Le lien souvent imaginé entre Templiers et francs-maçons prendrait ici un sens particulier, si l'on suit leur étude détaillée des liens entre l'Ordre du Temple et la famille Sinclair d'une part, et les liens entre la franc-maçonnerie spéculative et Sir William puis ses descendants, d'autre part, nommés Grands Maîtres maçons de père en fils dès 1441, par le roi Jacques II d'Ecosse. Ils émettent également la théorie selon laquelle le mur ouest de la chapelle serait en fait une représentation du Mur des Lamentations de Jérusalem et qu’il fait donc partie de la structure comme élément de décoration, plus qu’être une preuve de la volonté d’extension de l’église, ce qui lui aurait donné les dimensions d’une cathédrale.
Ces hypothèses sont cependant vivement contestées par l'historien écossais Robert Cooper dans un ouvrage paru en 2011.

### Théorie sur la découverte précolombienne de l'Amérique

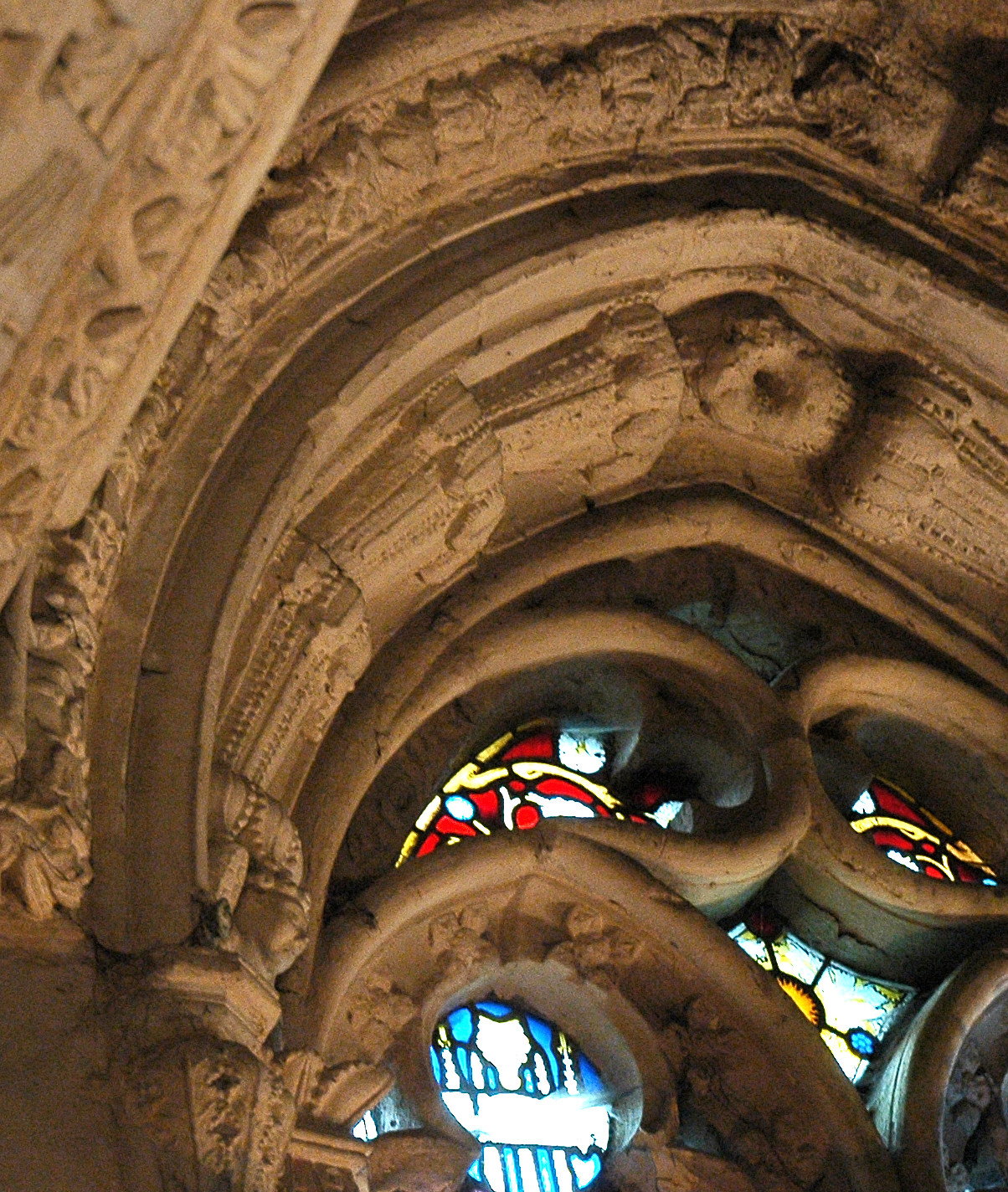
Sculptures sur les voûtes, ressemblant à des « épis de maïs ».

Certains éléments sculptés sont remarquables, tels ceux que quelques-uns interprètent comme des représentations évoquant des épis de maïs, côtoyant des fleurs d'aloès, qui auraient été sculptés vers 1460. Le maïs était totalement inconnu à l'époque en Europe, car ne poussant que sur le continent américain. Cet indice laisse à penser ceux qui adhèrent à cette théorie que ce continent aurait pu être découvert au moins un siècle avant Christophe Colomb, soit par les Templiers fuyant en 1307 l'extermination en France, avec leurs vaisseaux basés à La Rochelle, soit de façon encore plus hypothétique, par Henry Sinclair, baron de Rosslyn et seigneur de Shetland, botaniste qui aurait alors atteint l'Amérique du Nord en 1398, sous le commandement d'Antonio Zeno.

### Cubes musicaux
Des protubérances sculptées présentes sur les arches de la chapelle sont gravées de symboles, de lignes et de points. Différentes théories ont été échafaudées sur l'existence d'un message codé. L'une de ces hypothèses propose une codification de notes musicales, basée sur les dessins particuliers obtenus lorsque l'on fait vibrer une tôle carrée ou une peau tendue, recouverte de grains de sable par exemple, chaque fréquence de la vibration correspondant à une note et une forme unique.
Huit morceaux de musique appelés Rosslyn Motet ont ainsi pu être recomposés par T. J.Mitchell et Stuart Mitchell, sans qu'un message particulier puisse cependant en être extrait.

## Anecdotes
Une partie du roman Da Vinci Code de Dan Brown ainsi que son adaptation éponyme au cinéma se passe dans la chapelle de Rosslyn.